# Гавриш, Иван Фомич
Иван Фомич Гавриш (7 апреля 1920, Садовое, Туркестанская АССР — 1994, Ростов-на-Дону, Россия) — участник Великой Отечественной войны, командир звена (74-го гвардейского штурмового авиационного Сталинградского Краснознамённого ордена Суворова полка, 1-я гвардейская Сталинградская штурмовая авиационная дивизия, 1-я воздушная армия, 3-й Белорусский фронт), гвардии старший лейтенант, Герой Советского Союза.

## Биография
Родился 7 апреля 1920 года в селе Садовое (ныне — Московского района Чуйской области, Кыргызстан) в семье крестьянина. Украинец.
Отец — Фома Петрович, мать — Прасковья Ананьевна, в семье были старшие братья — Антон, Василий, Алексей и сёстры.
Окончил 7 классов Садовской неполной средней школы. Жил в городе Фрунзе (ныне Бишкек). Работал подручным работником на аэродроме.
В Красной Армии с 1938 года. В марте 1940 года окончил Вольское военное авиационно-техническое училище воентехником 2-го ранга. Служил на должности авиационного техника в 136-м бомбардировочном авиационном полку в городах Лебедин Сумской и Бердичев Житомирской областей.
Участник Великой Отечественной войны с 22 июня 1941 года, которую начал авиатехником. В сентябре 1941 года в числе группы техников направляется на учёбу в Воронежскую школу пилотов первоначального обучения, а затем в Балашовскую военно-авиационную школу пилотов. В авиашколе, которая вскоре эвакуировалась на Алтай, в Славгород, курсанты учились на лётчиков-штурмовиков. В 1943 году переучился на самолёт Ил-2. Воевал на Юго-Западном, Южном, Сталинградском, снова Южном, 4-м Украинском, 3-м Белорусском фронтах. Был старшим лётчиком и командиром звена. Член КПСС с 1944 года. В боях 1 раз был ранен.
Принимал участие:
- в приграничных оборонительных боях в районе городов Дубно, Ровно, Бердичев, в обороне Киева, в боях под Харьковом — в 1941 году;
- в Барвенково-Лозовской операции, в Сталинградской битве — в 1942;
- в боях на реке Миус, в Донбасской и Мелитопольской операциях, в боях в Северной Таврии, в том числе в районе Сивашского плацдарма и Перекопа — в 1943;
- в боях на Никопольском плацдарме и в Крыму, в Белорусской операции, в том числе в освобождении городов Орша, Борисов, Минск, территории Литвы, в Гольдапско-Гумбинненской операции — в 1944;
- в боях в Восточной Пруссии, в том числе в Инстербургско-Кёнигсбергской и Земландской операциях — в 1945.

Командир звена 74-го гвардейского штурмового авиационного полка гвардии старший лейтенант Гавриш к марту 1945 года совершил 100 боевых вылетов, подбил 13 танков, уничтожил около 60 автомашин, несколько складов с боеприпасами, много другой техники и живой силы противника. Всего за годы Великой Отечественной войны совершил 129 боевых вылетов.
После войны продолжал служить в должностях командира эскадрильи и помощника по воздушно-стрелковой службе командира штурмового авиационного полка в Северо-Кавказском военном округе. В 1953 году окончил высшие офицерские лётно-технические курсы. Дослужился до должности помощника командира полка по воздушно-стрелковой подготовке.
С 1959 года майор И. Ф. Гавриш — в запасе. Перешёл работать в гражданскую авиацию и 10 лет управлял реактивными пассажирскими лайнерами. Жил в городе Ростов-на-Дону. Умер	30 октября 1994 года, похоронен в Ростове-на-Дону.
Двое его сыновей — Владимир и Виктор — также стали лётчиками боевых самолётов.

## Награды
- Указом Президиума Верховного Совета СССР от 19 апреля 1945 года за образцовое выполнение боевых заданий командования на фронте борьбы с немецко-фашистскими захватчиками и проявленные при этом мужество и героизм гвардии старшему лейтенанту Гавришу Ивану Фомичу присвоено звание Героя Советского Союза с вручением ордена Ленина и медали «Золотая Звезда» (№ 6236).
- Награждён орденом Ленина (1945), двумя орденами Красного Знамени (1944; 1945), орденом Александра Невского (1945), двумя орденами Отечественной войны 1-й степени (1944; 1985), орденом Красной Звезды (1956), медалями «За взятие Кёнигсберга», «За победу над Германией», «ХХХ лет СА и ВМФ».

## Память
- На мемориальном комплексе на территории Вольского высшего военного училища тыла в честь Героя установлена мемориальная доска[2].
- На фасаде дома в городе Ростове-на-Дону, где в последние годы жил Гавриш И.Ф., установлена мемориальная доска.
- Имя Героя высечено на памятнике ростовчанам - Героям Советского Союза и полным кавалерам Ордена Славы, установленном на Площади Воинской Славы в Первомайском районе Ростова-на-Дону.